# Aithbhreac inghean Coirceadail (bardesse)
Pour les articles homonymes, voir Aithbhreac inghean Coirceadail.
Aithbhreac inghean Coirceadail (Aithbhreac fille de Coirceadail) est une bardesse gaëlle. Son nom est parfois modernisé en Aithbhreac Nic Chorcadail. Il ne nous est parvenu d'elle qu'un seul poème: l'élégie A phaidrín do dhùisg mo dhéar (littéralement « Le Rosaire de l'éveil de mes larmes »), retranscrit dans un livre du début du XVe siècle, le Leabhar Deadhan Lios Mòir (littéralement « le Livre du doyen de Lios Mòir »), qui pleurait la mort de Niall Óg (fils de Thorcuil) MacNéill Ghiogha, un connétable du Château de Suibhne à Cnapadal, (l'une des péninsules de l'Argyll), qui travaillait pour le compte des Macdonald de Hébrides, entre 1455 et 1472. Il est possible que ce poème ait été écrit plus tôt, en Écosse ou en Irlande) par la bardesse dont le nom de certain.